# Samisk religion
Samisk religion er den før-kristne religion, der indtil for nylig blev praktiseret blandt samer. Der var store regionale variationer indenfor de religiøse traditioner og forestillinger i det samiske område (Sapmi), men forfædrekult, shamanisme, animisme og bjørnekult var vigtige elementer de fleste steder. Vor viden om samisk religion bygger hovedsageligt på arkæologi og missionærers skriftlige beretninger fra middelalderen indtil 18. århundrede. Kun lidt er bevaret gennem mundtlig overlevering indenfor den samiske kultur. Samisk religion eksisterede som levende religion indtil 18. århundrede.

## Dyreguder
Udover bjørnekulten dyrkede samerne flere andre guddomme i dyreform, kaldet Haldi, de blev opfattet som naturens beskyttere. Nogle samiske stammer havde en tordengud, som de kaldte Tiermes eller Horagalles. En anden himmelgud var Radien eller Vearalden. Ligesom i finsk mytologi forestillede samerne sig eksistensen af et verdenstræ, der nåede op til nordstjernen, den blev symboliseret af en stytto.
Samerne skovgud, Laib olmai, herskede over alle skovdyr, som man betragtede som hans hjord. Jagtlykken eller det modsatte afhang derfor af hans velvilje. Den blev opfattet som så vigtig, at jægere, ifølge en forfatter, kunne ofre og bede til ham hver eneste morgen og aften.

## Seider
Rundt omkring i landskabet i det nordlige Skandinavien kan man finde såkaldte seider, der er steder eller landskabsformer, som skiller sig ud i forhold til omgivelser. De blev opfattet som åndelige 'fokuspunkter', som derfor blev anset for at være åbninger til åndeverdenen. Ved disse seider blev der foretaget offerceremonier, hvor både dyr og genstande blev ofret. På sådanne lokaliteter har arkæologer fundet depoter, der indeholdt store mængder af metal, helt tilbage fra perioden 800 – 1300. Metalgenstandene var i reglen mønter, enten engelske eller tyske, dele af våben, fx pilespidser. Depoterne kunne også indeholde rensdyrgevir.
Klanens eller familiens guder var i flere dele af Sapmi kendt under navne som Seita, Seide eller Storjunker. Hver familie eller klan havde en seide placeret i det område, de boede i. Alle samesamfund havde ligeledes sin egen seide, der i reglen bestod af en uordnet dynge af usædvanligt formede sten indsamlet i vandløb eller træstykker. De blev gerne bygget på et synligt højdedrag eller på et frugtbart engstykke. Nedenunder eller rundt om dem blev der strøet grønne fyrrekviste om vinteren og grønne blade om sommeren. Disse seide beskyttede gruppens rensdyrhjord og gjorde det muligt at indfange vilde rensdyr, og man ofrede rensdyrskind og hove dér, en privatperson kunne også have sin egen seide. Storjunkere beskrives i nogle kilder som sten, der ligner mennesker eller dyr, og som stod på bjergtoppe, inde i huler, nær søer eller vandløb. Ligesom ved seiden strøede man friske kviste og græs omkring Storjunkaren sommer og vinter. Storjunkere havde magt over alle dyr, fisk og fugle, og sørgede for jagtlykke. Man ofrede rensdyr her, og hver klan og familie havde sin egen.

## Ritualer og gudsdyrkelse
I lighed med andre cirkumpolare religioner omfattede samisk religion også en særlig jagtceremoni med fokus på bjørnen, det var et element af bjørnekulten. Elementer af først nordisk religion og siden kristendommen blev med tiden indlånt i samisk religion. En andet meget vigtigt del af samisk religion var shamanisme, en tradition samerne delte med mange af de øvrige nordeuropæiske og asiatiske folkeslag. De samiske shamanistiske traditioner er også blevet forklaret som en parallel til den nordiske sejdkunst.
Mænd ofrede normalt til mandlige guddomme, mens kvinder gjorde det til kvindelige. Ofring af dyr eller metalgenstande indgik i flere ritualer. Dyr med hvid eller meget lys pels spillede en meget vigtig rituel rolle.

### Noaide
En noaide fungerede som mediator mellem den jordiske sfære og åndeverdenen. Han var hjælper for lokalsamfundet ved krisesituationer, som fx sygdom, svigtende jagt o. lign. Noaidens vigtigste redskab var troldtrommen, men kunne også benytte en fløjte kaldet "fadno". Den traditionelle samiske sang – joik, blev brugt i rituelle sammenhænge, hvor noaiden gik i trance og forlod sin fysiske krop, for at foretage en rejse til "saivos" åndeverden. Her kunne han forhandle med guderne, ånderne eller forfædrene, for at forbedre den gruppes skæbne, som han repræsenterede.

## Moderne tid
Hovedparten af samerne i det nordlige Skandinavien tilhører en protestantisk menighed, men mange er, ligesom hos den øvrige skandinaviske befolkning, ikke-troende. I de seneste er der opstået en bevægelse i visse kirker, der har det mål, at fremme samisk sprog og kultur i den kristne gudstjeneste. I dag findes der officielle samiske menigheder indenfor både den norske kirke og den Svenska kyrkan, samt i Svenska Missionskyrkan.

## Guddomme
Denne liste omfatter de guddomme, der var bedst kendt i det samiske område. De blev imidlertid ikke alle dyrket af alle samiske grupper.

- Aske eller Manna – Måneguden.
- Atja – Tordenguden, kaldes også Bajanolmmai, Dierpmis eller Hovrengalles, der kan oversættes med "Thor- mand".
- Beaivi eller Biejje – Den Store Solgudinde, menneskehedens moder.
- Bieggagallis – Stormenes gud, menneskehedens fader, Beaivis ægtefælle.
- Bieggolman – Sommervindens gud.
- Biegkegaellies – Vintervindens gud.
- Biejjenniejte – Gudinden for helbredelse og medicin. Hendes navn kan oversættes til "Solens Datter/Mø ", hun var særligt hjælpsom overfor sygdomme forårsaget af hendes moder, solen.
- Jabbmeaaakka – Gudinden for døden og dronning af Underverdenen og dødsriget.
- Jipmel – "Gud"; sandsynligvis et lokalt navn for den kristne gud, men kunne lige så vel være en samlebetegnelse for alle guder.
- Juoksahkka – Børnenes beskytter; "Kvinden med en pil".
- Lieaibolmmai – Jagtens gud, og gud for voksne mænd.
- Maadteraahka – Stammens moder, gudinde for kvinder og børn, som gav menneskene deres krop; kvinderne tilhørte hende, det same gjaldt drengene indtil de blev voksne. Maadteraahka er en populær figur blandt moderne samiske feminister.
- Maadteraajja – Stammens fader, Maadteraahkas ægtefælle; når hans kone gav menneskene deres krop, gav han dem deres sjæl, og da blev de født.
- Mubpienålmaj – "Den Onde"; måske et lokalt navn for djævelen, men kan også være en samlebetegnelse for alle skadelige guder.
- Oksaahka – Fostrets formgiver; hun gav fostret form i livmoderen og bestemte dets køn. Hun var Juoksahkas søster.
- Raedie eller Väraldarade – Hovedguden, skaberen af verden; en beskrives normalt som passiv, endda som sovende, og han blev sandsynligvis ikke dyrket aktivt.
- Raedieahkka – Raedies hustru.
- Rana Niejta – Raedies datter. "Rana" var et populært pigenavn blandt samerne.
- Raediengiedte – Raedies søn.
- Ruohtta – Sygdommens gud, og derfor også en dødsgud; han blev i reglen fremstillet som ridende på en hest.
- Saaraahka – Frugtbathedens gudind, samt menstruation, kærlighed, seksualitet, graviditet og fødsel. Saaraahka var den vigtigste kvindelige gud; hun beskrives nogen gange som Juoksahka og Oksaahkas søster, indimellem fremstilles de son en treenighed af den samme gudinde.
- Stallon – Skovens frygtede kæmpe.
- Tjaetsieålmaj – Vandets mænd.